# William Allen (kardinaal)
William Allen (Rossall, 1532 - Rome, 16 oktober 1594), ook wel bekend onder zijn Latijnse naam Guilielmus Alanus, was een Engels rooms-katholiek geestelijke en kardinaal. Hij studeerde aan de Universiteit van Oxford en te Mechelen waar hij tot priester werd gewijd.
Allen hielp bij het plannen van Spaanse Armada, de invasie van Engeland. Hij zou, indien deze oorlog beslist werd in het voordeel van Spanje, benoemd worden tot aartsbisschop van Canterbury en Lord Chancellor. Onder zijn leiding werd de Douai-bijbel gedrukt. 
Hij beïnvloedde paus Pius V om de Engelse koningin Elizabeth I via een pauselijke bul tot ketter uit te roepen. Hierop liet Elizabeth haar beleid van godsdienstvrijheid varen en begon met de vervolging van haar religieuze tegenstanders. Zijn handelingen maakten deel uit van de contrareformatie, maar maakten de zaken uiteindelijk alleen maar slechter voor katholieken in Engeland. Hij vluchtte weg uit Engeland en zocht bescherming bij de paus in Rome. Hij werd door de Spaanse koning Filips II naar voor geschoven om tot aartsbisschop van Mechelen te worden benoemd maar hij talmde om zijn ambt op te nemen en uiteindelijk werd Matthias Hovius als aartsbisschop geïnstalleerd.
- Bibsys: 7044859
- Biblioteca Nacional de España: XX5319640
- Bibliothèque nationale de France: cb119889049 (data)
- Catàleg d'autoritats de noms i títols de Catalunya: 981058527717506706
- CiNii: DA02210478
- Gemeinsame Normdatei: 119510278
- International Standard Name Identifier: 0000 0001 0868 4943
- Library of Congress Control Number: n86042278
- Nationale Bibliotheek van Tsjechië: ola2008452170
- Nationale Bibliotheek van Israël: 987007257668605171
- Nederlandse Thesaurus van Auteursnamen: 068478003
- Istituto Centrale per il Catalogo Unico: SBLV277647
- LIBRIS: 264753
- SNAC: w6nc6mc5
- Système universitaire de documentation: 027958345
- Trove: 785886
- Virtual International Authority File: 9856234
- WorldCat: E39PBJxxkJ4bGV8HHp6t9GPhHC